# Brachymeria bauhiniae
Brachymeria bauhiniae är en stekelart som först beskrevs av Wallace A. Steffan 1951.  Brachymeria bauhiniae ingår i släktet Brachymeria och familjen bredlårsteklar. Inga underarter finns listade.